# 手力雄神社 (大垣市)
手力雄神社（てじからおじんじゃ）は、岐阜県大垣市禾森町にある神社。
手力雄神社の多くは、祭神がアメノタヂカラオであるが、この神社の祭神は天石門別神である（理由は由緒を参照）。

## 祭神
- 天石門別神

## 由緒
この地域の森（難儀森）を巣窟として通行人を脅かしていた凶賊を追い払った沼波儀右衛門丞定勝が、長保3年（1001年）に安八郡難儀森村字栗木場（現・大垣市大井町）に創建。本社は白髭大明神、左脇宮に若宮八幡、右脇宮に天手力雄命を祀る。文治元年（1185年）に広芝場（現・大垣市米野町付近）に花表を設置する。
延元年間に社殿が焼失するが、文和元年（1352年）に禾木村字冬青場（現在地）に社殿を再建・遷宮する。
寛永11年（1634年）に放火により社殿が焼失。再建時に白髭大明神は池田郡川上村（現・揖斐郡揖斐川町坂内川上）に遷宮。天手力雄命を本社として手力雄神社に改称し、若宮八幡宮を末社とする。
明治になり、祭神の確認が行われ、明治12年（1879年）祭神が天石門別神あると岐阜県に届けた。これにより祭神が天石門別神となる。明治43年（1910年）に水神神社と御鍬神社を合祀する。
現在の社殿は昭和3年（1928年）の建築。拝殿、幣殿は平成9年（1997年）の建築である。

## 末社
- 若宮八幡宮（祭神：仁徳天皇）
- 水神神社（祭神：罔象女神）
- 御鍬神社（祭神：豊受女神）

## 交通機関
- 名阪近鉄バス「禾ノ森」バス停より徒歩約2分。
  - JR東海道本線・樽見鉄道樽見線・養老鉄道養老線大垣駅（大垣駅前バスのりば）より輪之内線「輪之内文化会館」行き、海津線「今尾」「海津市役所」行き、赤坂線「総合庁舎」行き、大垣大野線「総合庁舎」行き、荒尾線「市民会館」行き、川並線「川並今福」行き、羽島線「岐阜羽島駅」行き。